# Kanuris

màxima extensió del regne de Kanem-Bornu

Els kanuris o poble kanuri (també Kanouri, Kanowri i Yerwa) és un grup ètnic africà que viu a l'antic Imperi de Kanem i especialment al que fou el regne de Kanem-Bornu al nord-est de Nigèria, sud-oest del Txad i nord del Camerun; els kanuris foren sedentaris a diferència dels tubus i zaghawa que eren nòmades. El nom kanuri inclou diversos subgrups ètnics i lingüístics. El seu origen foren els kanembu del Txad després desplaçats al Bornu, a Nigèria, on la llengua kanuri la parlen avui tres milions de persones; al sud-est del Níger formen la majoria de la població sedentària i són coneguts com a beri beri, i es calcula que són 400.000 incloent-hi el subgrup manga o mangari (uns cent mil) que es consideren diferents. El grup tumari, anomenats també kanembus del Níger, són uns 40.000 i formen un altre subgrup kanuri. Encara hi ha un altre petit subgrup més al Níger, els bla bla (uns vint mil). Al Txad mantenen el nom original de kanembu, igual que al nord del Camerun, i el seu nombre actual és comparativament poc important.
Els kanuris són generalment musulmans sunnites; van esdevenir musulmans al segle xi. Per la seva llengua vegeu kanuri.

## Història
Originalment pastors, foren un dels diversos grups nilo-saharians del central-sud Sàhara, originat a l'entorn del llac Txad vers el 600 i van absorbir als altres indígenes nilo-saharians i als parlants de llenguatges txàdics (afroasiàtics). L'evidència de formacions organitzades a la vora del llac Txad remunten de fet al segle viii aC (a Zilum) i especialment al segle i aC. Des de molt aviat els kanembu del Txad van fer aportacions ètniques i culturals a les poblacions del Bornu i aquestes a les del llac Txad. No semble correcte anomenar ja al segle xiv als habitants de l'Imperi de Kanem com a kanuris encara que el procés simbiòtic ja havia començat; de fet l'ètnia kanuri es va formar entre el segle xiv i el segle xviii quan les poblacions del Bornu, coneguts per sos o saos, els emigrants kanembu, nòmades del nord i esclaus de diversos orígens es van començar a fusionar formant un únic poble que fou els kanuris amb les seves variants regionals. La fusió s'havia completat al segle xviii quan apareix la llengua kanuri. Al segle xix els kanembus de Kanem que van salvar el regne de Kanem-Bornu dels fulanis (1807) eren netament diferents dels kanuris de Bornu.

## Líders polítics
Entre el polítics kanuris cal destacar Kashim Ibrahim, Ibrahim Imam, Baba Gana Kingibe, Waziri Ibrahim, i l'antic general-president Sani Abacha, a Nigèria. Al Níger l'ex-primer ministre Mamane Oumarou i el president Tandja Mamadou.

## Nacionalisme Kanuri
Un moviment nacional kanuri va emergir vers 1953 a les regions kanuris a Bornu reclamant una àrea de 532.460 km² per un territori a anomenar Gran Kanowra, incloent territoris al Txad (les prefectures de Lac i Kanem), la província de Far, al Camerun i el departament de Zinder al Níger. El 1954 es va fundar el Borno Youth Movement (BYM) i va tenir un paper destacat en el nacionalisme local fins a la independència. Els nacionalistes es van veure encoratjats per la secessió de Biafra i el 1976 hi va haver un aixecament armat en favor de la independència, però el moviment fou aniquilat per les forces federals nigerianes; molts nacionalistes van fugir al Txad. El 1992 hi va haver disturbis a Maiduguri quan el govern nigerià va voler expulsar a emigrats d'ètnia kanembu cap al Txad.

## Bandera nacional
La bandera nacional és horitzontal amb tres franges, blau, groc i verd. La Bandera del Partit Progressista del Nord era identica amb un estel groc de cinc puntes a la part inferior del vol. La bandera de la unitat d'Educació de la Polícia de Nigèria té just els mateixos colors i la mateixa disposició